# Åsö vuxengymnasium
Åsö vuxengymnasium är en kommunal gymnasieskola belägen på Södermalm i Stockholm, inriktad på kommunal vuxenutbildning, komvux, och är som sådan en av Stockholms största med cirka 6 000 studerande årligen. Vuxengymnasiet har även ingång belägen vid Götgatan.
Skolbyggnaden uppfördes 1964–1968 efter ritningar av arkitekten Paul Hedqvist och invigdes 29 april 1968 som Åsö gymnasium.
Åsö vuxengymnasium har förutom ordinarie vuxenutbildning specialpedagogiska kurser som vänder sig till vuxna som tidigare har gått i svensk grundskola men som ändå upplever sig sakna tillräckliga kunskaper för att komma vidare i studier eller arbete.